# 瑟尔 (卢瓦-谢尔省)
瑟尔（法語：Seur，法語發音：[sœʁ]）是法国卢瓦-谢尔省的一个市镇，位于该省西南部，属于布卢瓦区。

## 地理
瑟尔（47°30'10"N, 1°20'2"E）面积3.85 平方千米，位于法国中央-卢瓦尔河谷大区卢瓦-谢尔省，该省份为法国中北部省份，北起厄尔-卢瓦省，东北接卢瓦雷省，东南接谢尔省，南至安德尔省，西南接安德尔-卢瓦尔省，西北接萨尔特省。
与瑟尔接壤的市镇（或旧市镇、城区）包括：塞莱特、沙耶、希特奈、莱蒙蒂勒、索洛涅地区勒孔特鲁瓦。

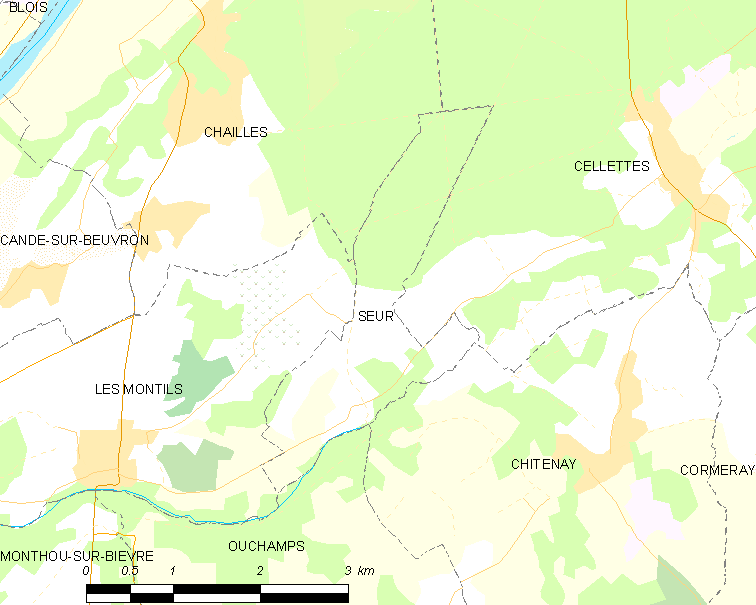
的OSM定位图

瑟尔的时区为UTC+01:00、UTC+02:00（夏令时）。

## 行政
瑟尔的邮政编码为41120，INSEE市镇编码为41246。

## 政治
瑟尔所属的省级选区为布卢瓦第三县。

## 人口

1962-2008年间人口变化图示

瑟尔于2022年1月1日时的人口数量为486人。